# Henry Daras
Henry Daras (Rochefort, 9 dicembre 1850 – Angoulême, 10 maggio 1928) è stato un pittore francese.
Allievo di Pierre Puvis de Chavannes, appartenne al movimento dei simbolisti.

## Biografia

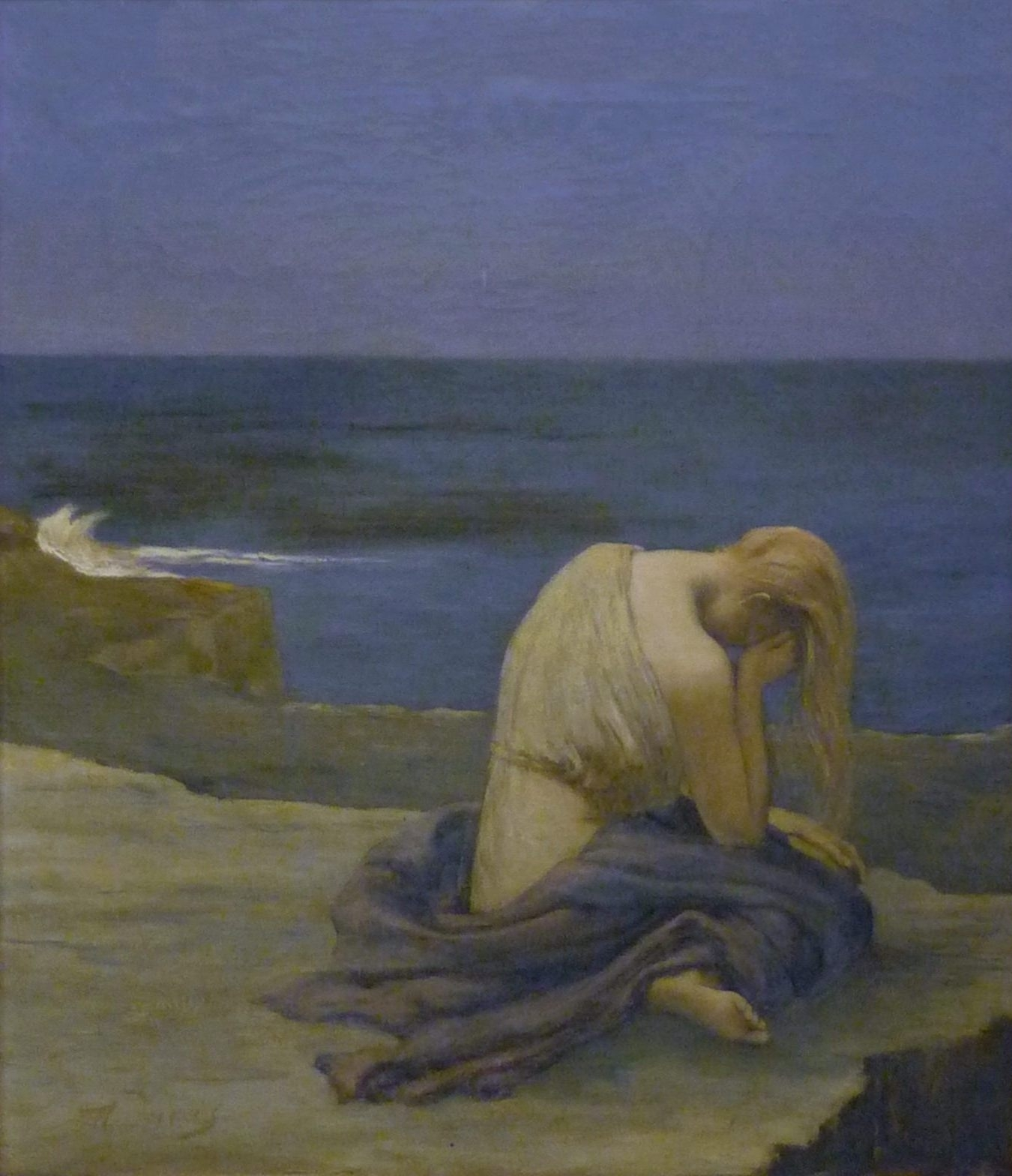
Donna piangente nella sera

Era il figlio di Henri Germain Daras, tenente di vascello, e Flora Augusta Pinot De Lavocé.
Henry Daras si iscrisse inizialmente alla scuola di Eaux et Forêts (Acque e foreste) per divenire un ingegnere forestale. Ben presto, però, si rese conto di aver intrapreso una carriera assai lontana dalle sue aspirazioni. Lasciò così la scuola e si recò a Parigi per studiare pittura, dapprima presso l'atelier di Alexandre Cabanel, poi nello studio di Jules-Élie Delaunay.
Seguì gli insegnamenti dei due maestri, ma senza particolare convinzione: la sua sensibilità e le sue particolarissime inclinazioni erano troppo diverse e trovarono invece piena consonanza con la pittura simbolista di Pierre Puvis de Chavannes, presso il cui studio egli si trasferì dopo circa un anno.
Sotto la guida di Puis de Chavannes, di cui divenne amico, Daras trovò finalmente il suo personale registro espressivo e il suo stile di pittura. Durante l'apprendistato realizzò diverse opere di autentica impostazione simbolista, essendo ormai più che lontano da qualsiasi tentazione d'accademismo. Fra di esse poté includere anche dei soggetti religiosi che gli vennero commissionati. Ricevette infatti un ordine da parte della chiesa di San Francesco di Sales a Parigi e una seconda commissione per la chiesa di San Marziale della città di Angoulême. Inoltre, la Congregazione di Santander gli ordinò un "San Vincenzo de' Paoli" su grande tela.
Nel 1898 Puis de Chavannes morì e Daras si trasferì ad Angoulême dove perfezionò il suo stile, realizzando una serie di ritratti di notevole fattura e dei paesaggi della Charente, del Poitou e della Picardie. Negli anni seguenti inviò regolarmente alcune sue opere alla "Società degli Artisti francesi" e, in seguito, anche alla "Società nazionale di Belle arti", della quale divenne poi socio.
Col tempo, e in particolare nei suoi ultimi anni, nonostante la sua lontananza fisica e ideologica dai movimenti artistici che fiorivano negli ambienti parigini, l'arte di Daras evolvette sino ad assumere quasi i caratteri dell'astrattismo. Egli comunque mantenne sempre le sue amicizie, specie con artisti come Ary Renan, Aman-Jean, Albet Siffait de Moncourt e lo scultore Albert Bartholomé.

Daras produsse nella sua carriera circa 200 tele e 1000 disegni. Ebbe tre figli, ma tutti caddero sui campi di battaglia della prima guerra mondiale. 
Morì a 78 anni, molto probabilmente ad Angoulême. 
Dopo la sua morte fu quasi dimenticato, considerato un "minore", e la sua opera fu rivalutata solo negli anni settanta. Nel 1986 proprio ad Angoulême e nelle città vicine (Poitiers, Montmorillon, etc.) venne allestita una grande esposizione con oltre cento delle sue opere. L'allora Presidente della Repubblica François Mitterrand disse di lui in quella occasione: "...veramente un artista di primo piano.".
Nel 1999-2000 il suo quadro  Donna piangente nella sera fu esposto a Brescia in una rassegna di artisti dell'800/900 intitolata "Da Pont-Aven ai Nabis".

Nel 2005-2006 diversi suoi quadri sono stati esposti al Museo della Picardia di Amiens, nella mostra "Puvis de Chavannes, un percorso singolare nel secolo dell'impressionismo".

## Esposizioni permanenti
- Museo di Belle arti di Angoulême
- Chiesa di San Francesco di Sales (Parigi), decorazione della Cappella del Sacro Cuore
- Chiesa di San Marziale di Angoulême
- Chiesa di Sant'Ilario ad Adriers
- Museo del Petit Palais a Parigi
- Museo "Sainte Croix" di Poitiers

## Galleria d'immagini

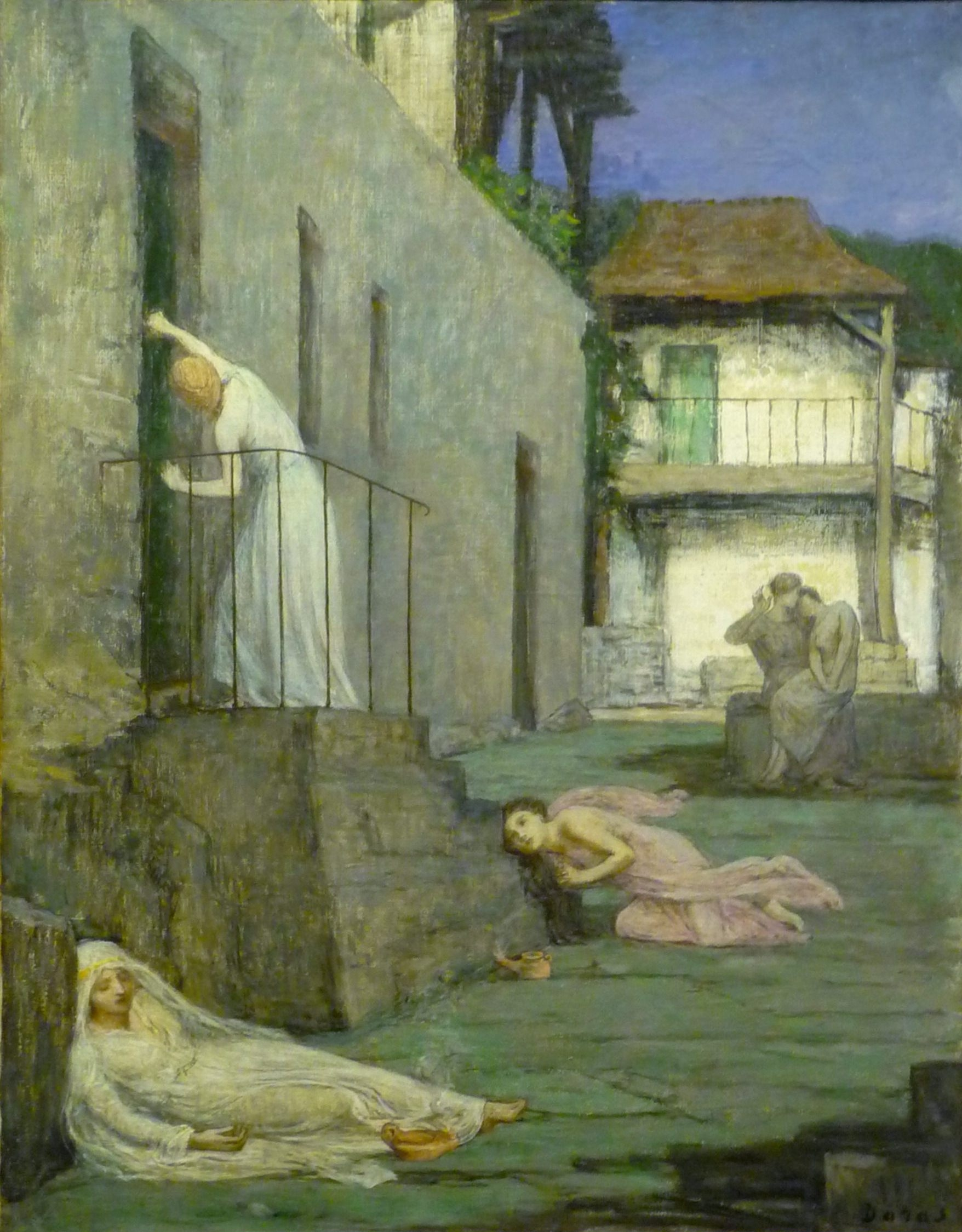
Le vergini folli
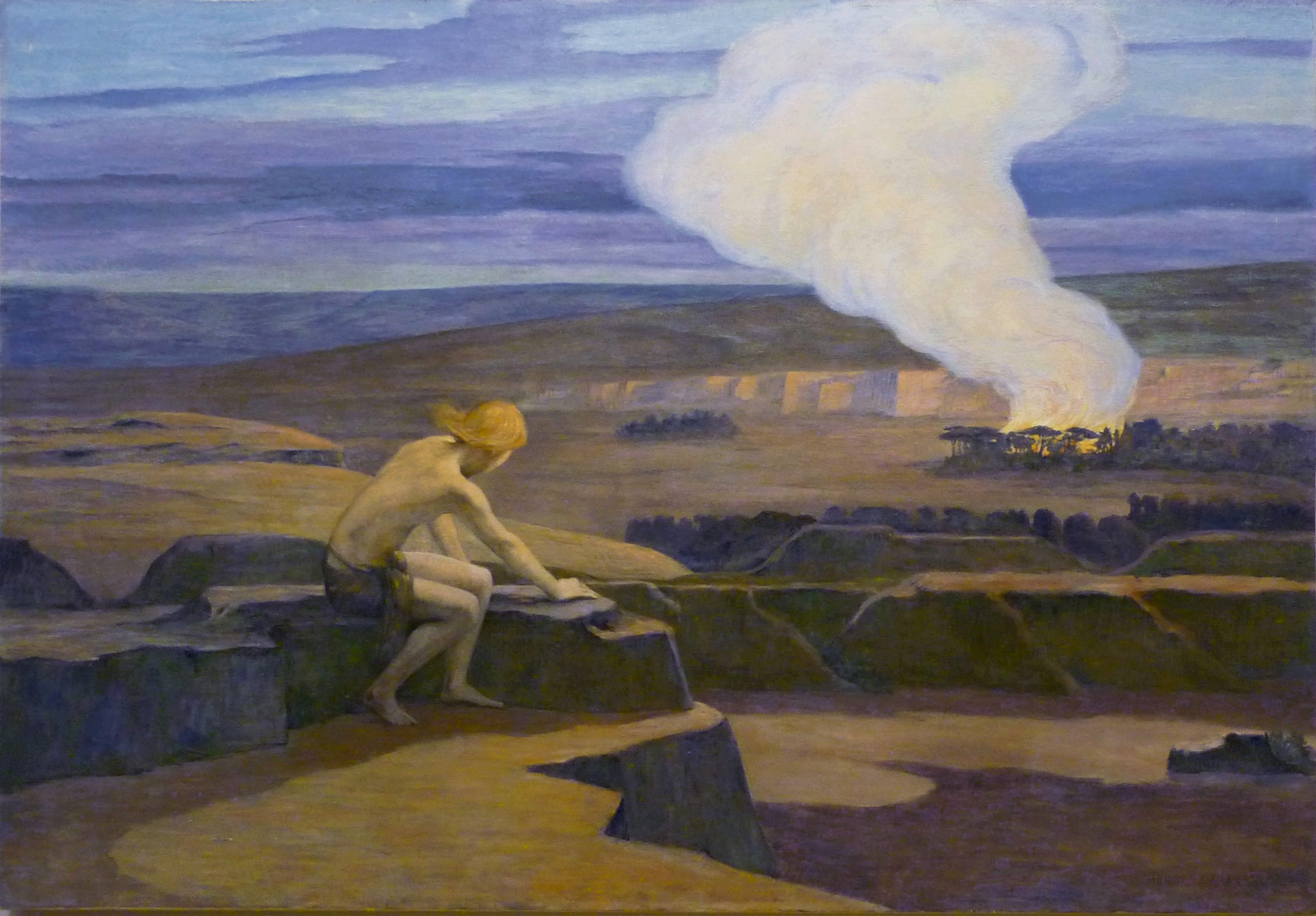
Il roveto ardente
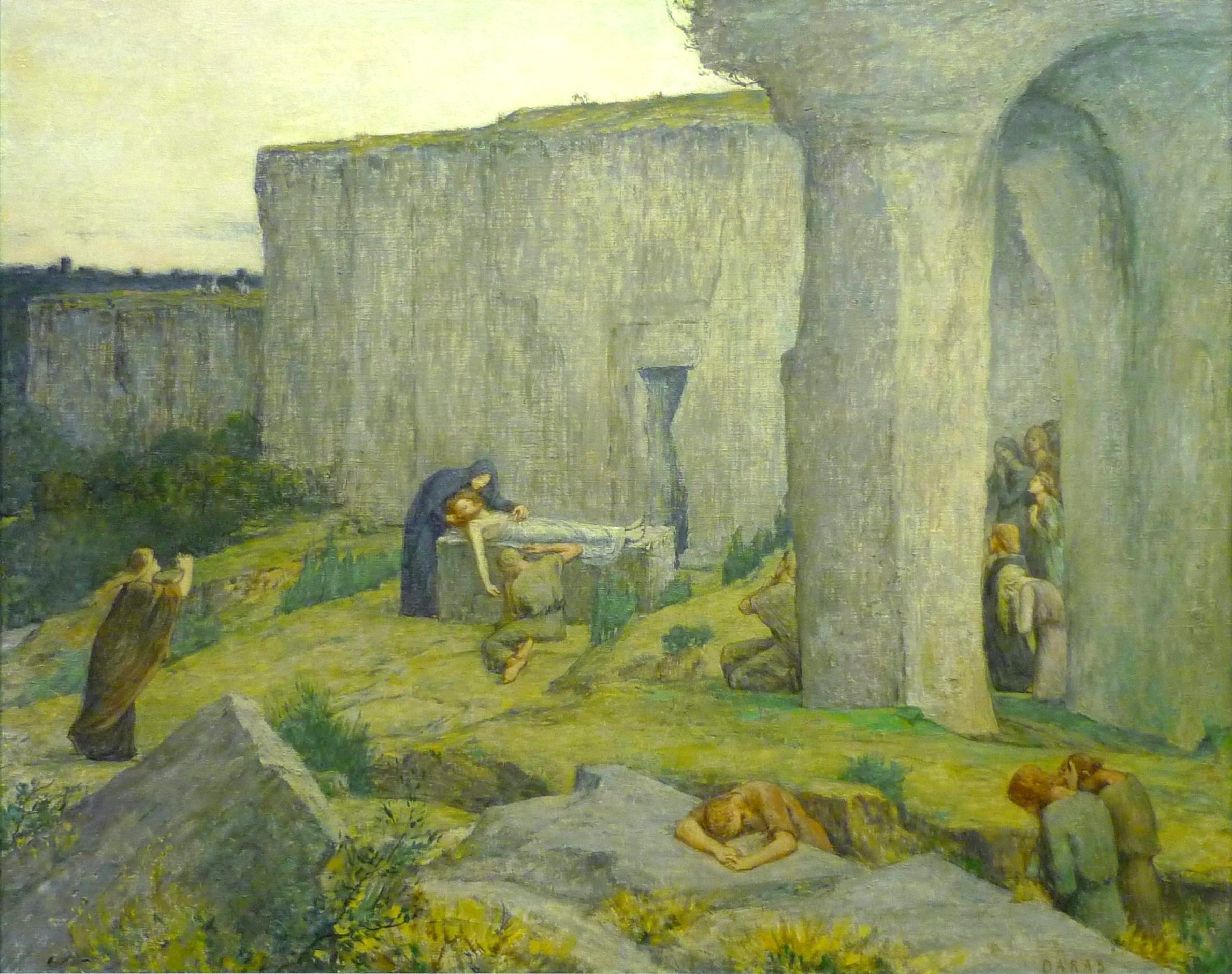
La pietra dell'unzione